# Jasper Pääkkönen
Joona Jasper Pääkkönen (Helsinki, 15 luglio 1980) è un attore finlandese.
È noto soprattutto per aver interpretato Halfdan il Nero nella serie tv Vikings

## Biografia
Figlio dell'attore Seppo Pääkkönen, è diventato famoso in patria interpretando dal 1999 al 2002 il ruolo di Saku Salin nella soap opera Salatut elämät. Ha poi recitato in numerosi film di successo al botteghino finlandese, venendo definito nel 2009 dal quotidiano Ilta-Sanomat «l'attore cinematografico più redditizio in Finlandia».
Pääkkönen ha ricevuto lo Shooting Stars Award al Festival di Berlino 2006 come miglior attore europeo emergente. Nel 2013, ha vinto il premio Jussi (il più importante premio cinematografico finlandese) come miglior attore non protagonista per la sua interpretazione nel film Leijonasydän.
Dal 2016 al 2018, si è fatto notare a livello internazionale facendo parte del cast principale della serie televisiva Vikings, nel ruolo di Halfdan il Nero. Lo stesso anno ha interpretato uno degli antagonisti principali, un membro del KKK negli anni settanta, del film di Spike Lee BlacKkKlansman, in concorso al Festival di Cannes 2018. Pääkkönen è stato poi diretto nuovamente da Lee nel film di Netflix Da 5 Bloods - Come fratelli (2020).

## Filmografia

### Attore

#### Cinema

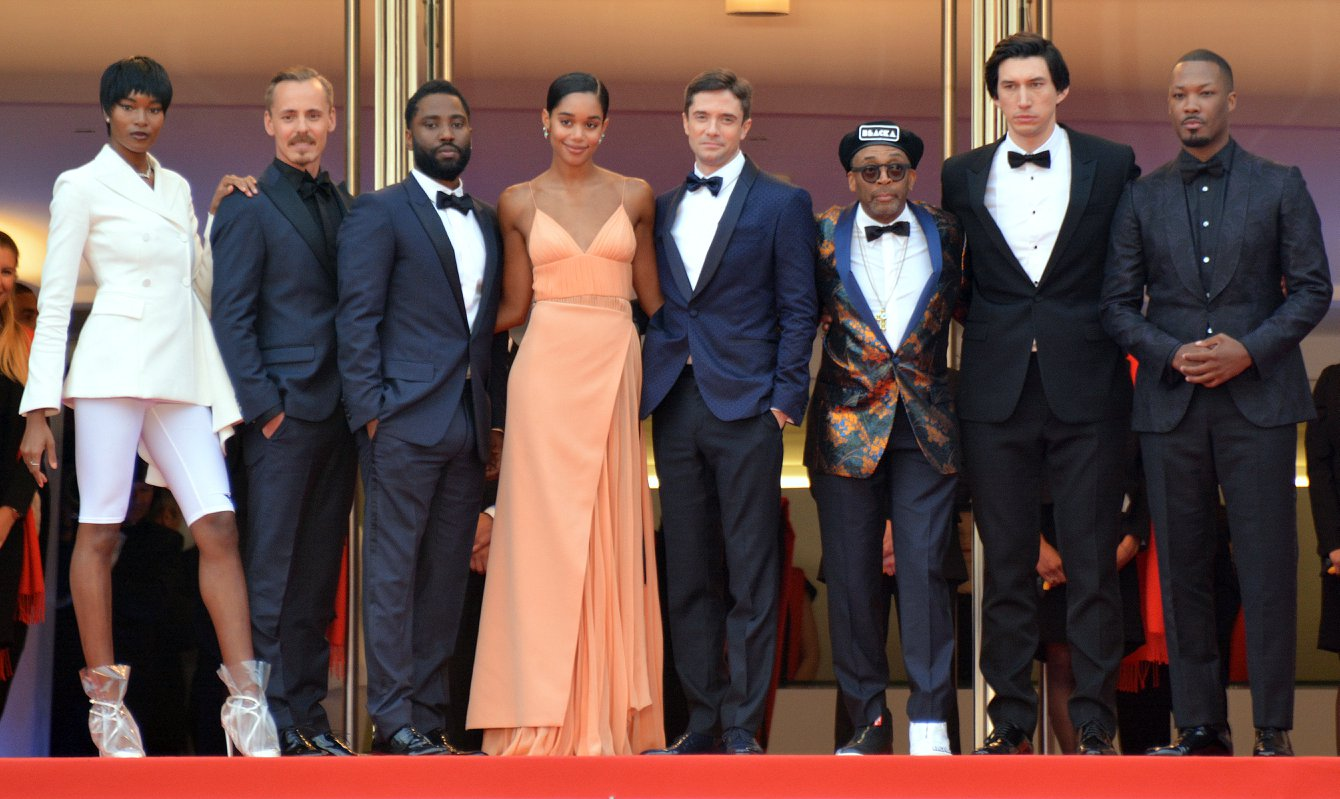
Pääkkönen, secondo da sinistra, assieme al cast di BlacKkKlansman al Festival di Cannes 2018.

- Ihmiselon ihanuus ja kurjuus, regia di Matti Kassila (1988)
- Kiljusen herrasväen uudet seikkailut, regia di Matti Kuortti (1990) Non accreditato
- Kipinä, regia di Jouni Mutanen - cortometraggio (1997)
- Pahat pojat, regia di Aleksi Mäkelä (2003)
- Levottomat 3, regia di Minna Virtanen (2004)
- Vares – yksityisetsivä, regia di Aleksi Mäkelä (2004)
- Paha maa, regia di Aku Louhimies (2005)
- Matti, regia di Aleksi Mäkelä (2006)
- V2 – Jäätynyt enkeli, regia di Aleksi Mäkelä (2007)
- Kummeli Alivuokralainen, regia di Matti Grönberg (2008)
- Rööperi, regia di Aleksi Mäkelä (2009)
- Napapiirin sankarit, regia di Dome Karukoski (2010)
- Vares - Pahan suudelma, regia di Anders Engström (2011)
- Vares - Huhtikuun tytöt, regia di Lauri Törhönen (2011)
- Vares - Sukkanauhakäärme, regia di Lauri Törhönen (2011)
- Vuosaari, regia di Aku Louhimies (2012)
- Vares - Uhkapelimerkki, regia di Lauri Törhönen (2012)
- Vares - Pimeyden tango, regia di Lauri Törhönen (2012)
- Leijonasydän, regia di Dome Karukoski (2013)
- Vares - Sheriffi, regia di Hannu Salonen (2015)
- Jet Trash, regia di Charles Henri Belleville (2016)
- BlacKkKlansman, regia di Spike Lee (2018)
- Da 5 Bloods - Come fratelli (Da 5 Bloods), regia di Spike Lee (2020)
- Operazione 6/12 Attacco al Presidente, regia di Aku Louhimies (2021)

#### Televisione
- Aikaviiva - Säveltäjän matka – film TV (1991)
- Salatut elämät – serie TV, 385 episodi (1999-2002)
- Kaunis mies, regia di Minna Virtanen – miniserie TV (2003)
- Irtiottoja – serie TV (2003)
- Vikings – serie TV, 23 episodi (2016-2020)
- Pihlajasatu – serie TV, 4 episodi (2019)
- The Dark Tower, regia di Stephen Hopkins – film TV (2020)

### Doppiatore
- Muumi ja vaarallinen juhannus, regia di Maria Lindberg (2008)
- Muumi ja punainen pyrstötähti, regia di Maria Lindberg (2010) Versione finlandese

## Doppiatori italiani
Nelle versioni in lingua italiana dei suoi film, Jasper Pääkkönen è stato doppiato da:
- Andrea Lavagnino in BlacKkKlansman
- Edoardo Lomazzi in Vikings

## Riconoscimenti
- 2003 – Brussels International Independent Film Festival
  - Miglior attore per Pahat pojat (con Peter Franzén, Niko Saarela, Lauri Nurkse e Vesa-Matti Loiri)

- 2006 – Festival internazionale del cinema di Berlino
  - EFP Shooting Star

- 2014 – Jussi Awards
  - Miglior attore non protagonista per Leijonasydän

- 2019 – CinEuphoria Awards
  - Nomination Best Ensemble – International Competition per BlacKkKlansman (con Alec Baldwin, John David Washington, Adam Driver, Laura Harrier, Topher Grace, Corey Hawkins, Harry Belafonte, Ryan Eggold, Ashlie Atkinson, Nicholas Turturro, Ken Garito, Jarrod LaBine, Paul Walter Hauser, Ryan Preimesberger, Michael Buscemi, Robert John Burke e Isiah Whitlock Jr.)

- 2021 – Gold Derby Awards
  - Nomination Gold Derby Film Award per Da 5 Bloods - Come fratelli (con Chadwick Boseman, Paul Walter Hauser, Lam Nguyen, Y. Lan, Norm Lewis, Delroy Lindo, Jonathan Majors, Veronica Ngo, Johnny Nguyen, Clarke Peters, Sandy Huong Pham, Jean Reno, Mélanie Thierry e Isiah Whitlock Jr.)

- 2021 – Screen Actors Guild Awards
  - Nomination Miglior cast cinematografico per Da 5 Bloods - Come fratelli (con Chadwick Boseman, Paul Walter Hauser, Lam Nguyen, Y. Lan, Norm Lewis, Delroy Lindo, Jonathan Majors, Veronica Ngo, Johnny Nguyen, Clarke Peters, Sandy Huong Pham, Jean Reno, Mélanie Thierry e Isiah Whitlock Jr.)